# Chassepotgewehr

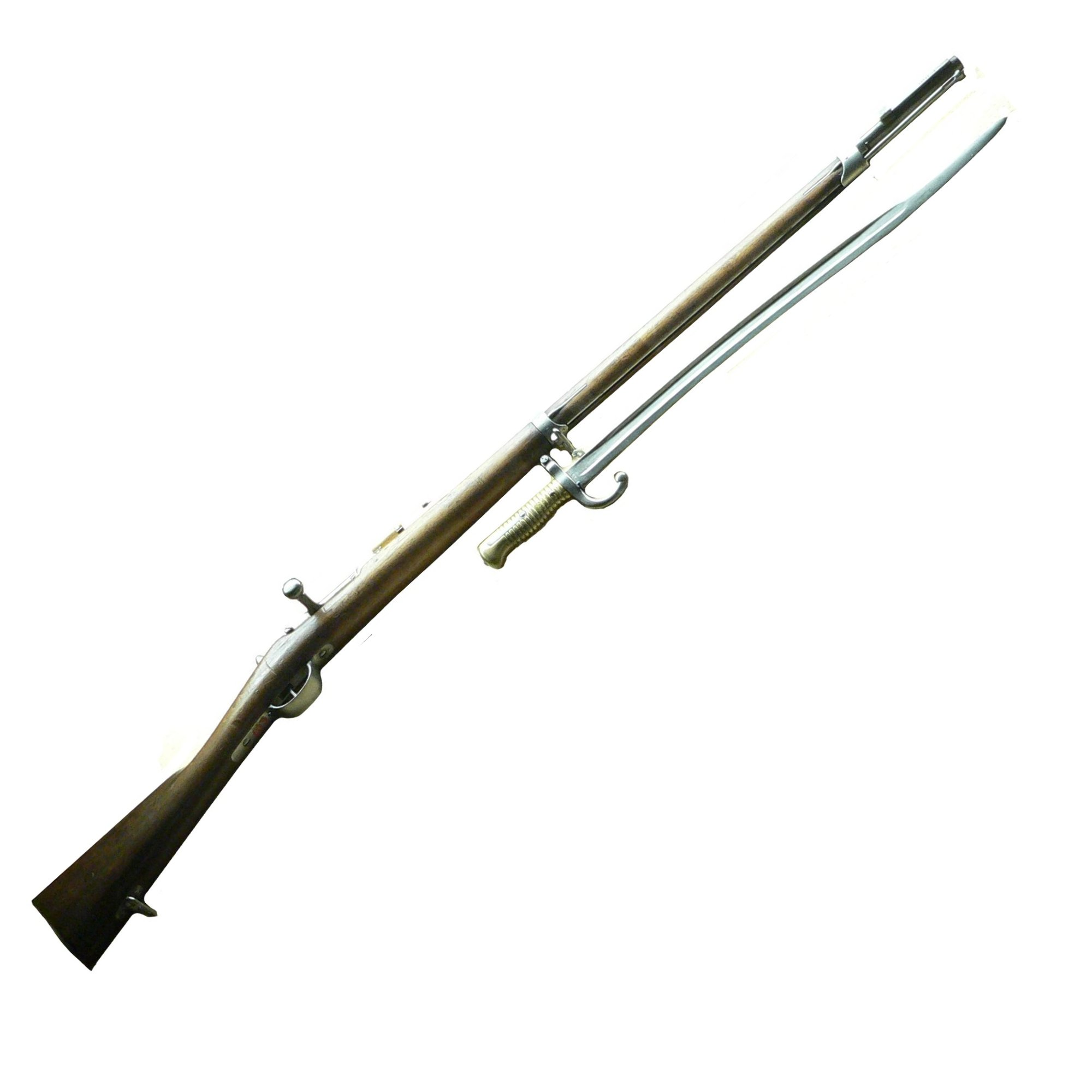
Chassepot-Gewehr mit zugehörigem Jatagan-Bajonett

Das Chassepotgewehr ist ein französisches Infanteriegewehr M 1866, ein gezogener Hinterlader vom Typ des Zündnadelgewehrs, entstanden aus der Kenntnis des preußischen Zündnadelgewehrs, jedoch von der Konstruktion um 25 Jahre jünger und moderner.

## Entwicklung

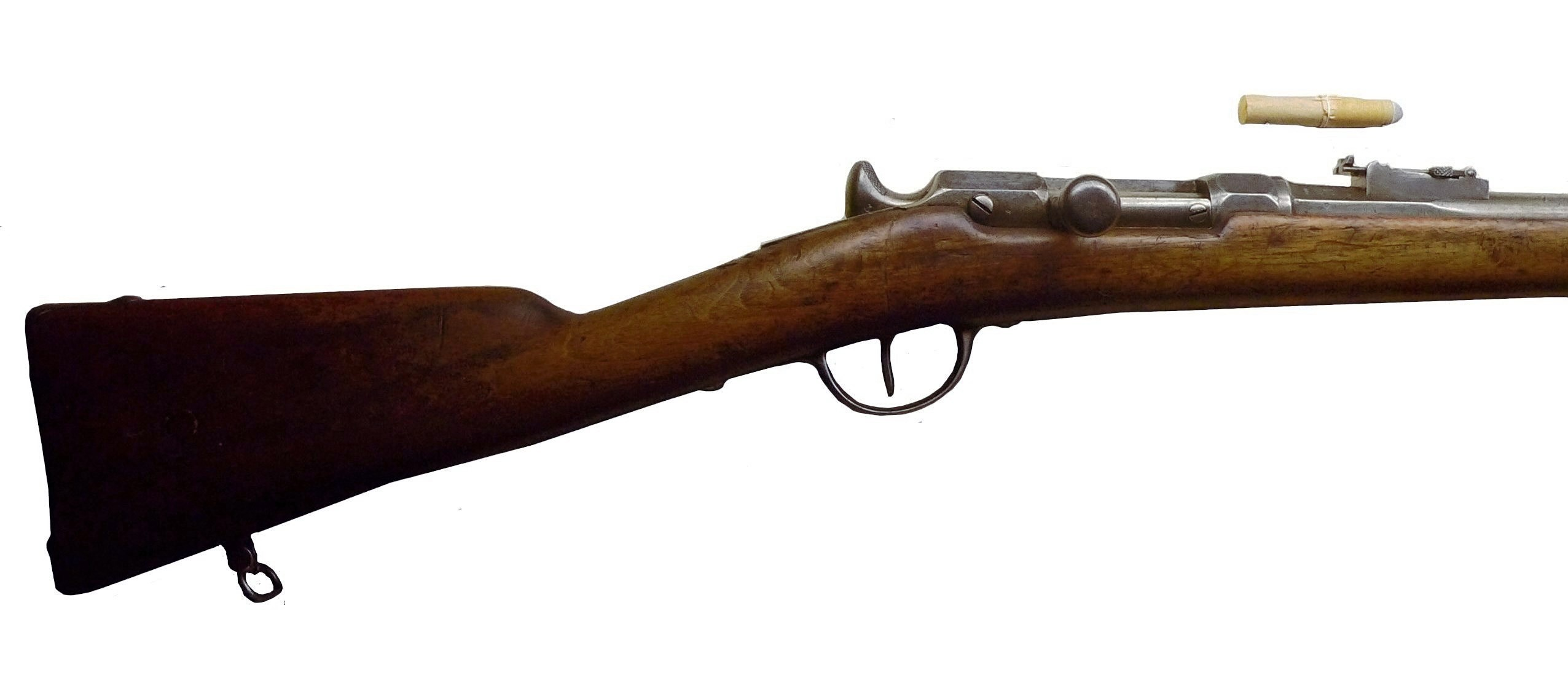
Chassepot-Gewehr mit zugehöriger Papierpatrone

Prinzip der Gasabdichtung
links: Ruhezustand
rechts: Abschuss

Es ist benannt nach seinem Entwickler, dem Franzosen Antoine Chassepot (1833–1905). Bereits 1840 wurden in Preußen die Hinterlader des Konstrukteurs Johann Nikolaus von Dreyse eingeführt, die in Frankreich jedoch keinen Anklang fanden (in der Revolution von 1848 wurden Zündnadelgewehre aus dem Berliner Zeughaus gestohlen, zwei davon konnten auch durch den preußischen Geheimdienst nicht wieder beschafft werden, und gelangten wohl ins Ausland). Dennoch fanden Versuche statt, bessere Gewehrkonstruktionen auf Basis eines Hinterladers einzuführen.
1858 legte Antoine Chassepot, ein Arbeiter, in Vincennes eine solche Konstruktion vor. Das Gewehr hatte einen Zylinderverschluss mit einer am Kopf des Zylinders angebrachten Kautschukscheibe zur Liderung, jedoch noch eine Perkussionszündung mit außenliegendem Hahn. Die Konstruktion wurde verbessert und 1863 an die Truppe zur Prüfung ausgegeben, doch fand die Waffe keine günstige Aufnahme. Die anschließend angestellten Versuche kamen erst nach der Schlacht bei Königgrätz (Sadová) zum Abschluss. Am 27. August 1866 erhielt Chassepot sein Patent und unterzeichnete schon am nächsten Tage einen Lizenz-Vertrag mit der von Isaac Cahen-Lyon gegründeten Gewehrfabrik. Durch ein Dekret vom 30. August wurde das Chassepotgewehr zur französischen Ordonnanzwaffe erhoben und die Produktion dermaßen angekurbelt, dass 1868 die gesamte aktive Armee mit dem Chassepotgewehr ausgerüstet war. Da die französischen Gewehrfabriken den immensen Bedarf nicht decken konnten, wurde die Firma Cahen-Lyon beauftragt, 400.000 Chassepotgewehre für den französischen Staat zu fertigen. Zu den Subunternehmen gehörten auch Webley & Sons, Potts & Hunt, Hollis & Sons sowie Tipping & Lowden. In der Schlacht von Mentana am 4. November 1867 habe das Chassepot-Gewehr nach den Aussagen des kommandierenden Generals Pierre Louis Charles Achille de Failly Wunder vollbracht (die Schlacht soll wegen des französischen Schnellfeuers für einen Moment gestockt haben), weshalb dieses neue Gewehr in der gesamten Welt sofort große Beachtung fand. Jeder französische Soldat führte 68 Patronen mit sich.

## Vorteile
Die Vorzüge des Chassepotgewehrs gegenüber dem preußischen Zündnadelgewehr bestanden in dem kleineren, ballistisch günstigeren Kaliber (11 mm gegenüber 15,4 mm), dem besseren Gasabschluss, der höheren Pulverladung (85 Grains statt 75 Grains) und der bequemeren Handhabung, woraus einerseits eine höhere Rasanz des Projektils (420 Meter/Sekunde gegenüber 295 m/s), verbunden mit höherer Reichweite (1200 Meter gegenüber 600 Metern beim Dreyse-Gewehr) resultierten, aber auch eine höhere Feuergeschwindigkeit. Eine Sonderform, das fusil pour la cavalerie d’Afrique, hatte sogar ein Visier bis 1600 Meter. Geladen wurde das Chassepotgewehr mit einer Papier-Einheitspatrone in einer Seidenhülle. Im Deutsch-Französischen Krieg (1870–71) zeigte sich die Überlegenheit des Chassepotgewehrs insbesondere beim Schießen auf mittlere und weite Entfernungen. Schon vor dem Krieg ging das Wort, 300 Chassepotgewehre seien so wertvoll wie 500 Dreyse-Gewehre.

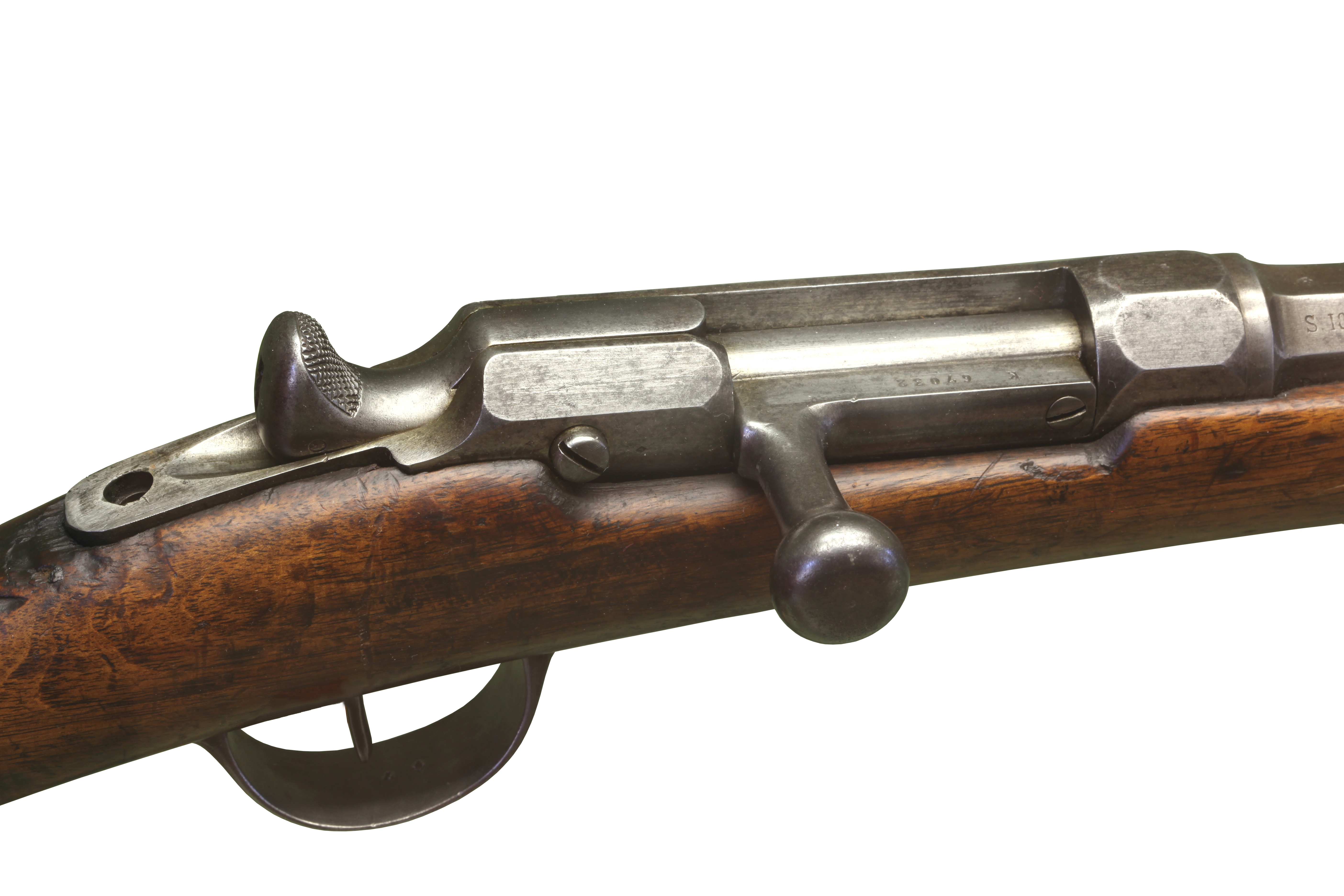
Chassepot, Verschluss und Verschlussgehäuse

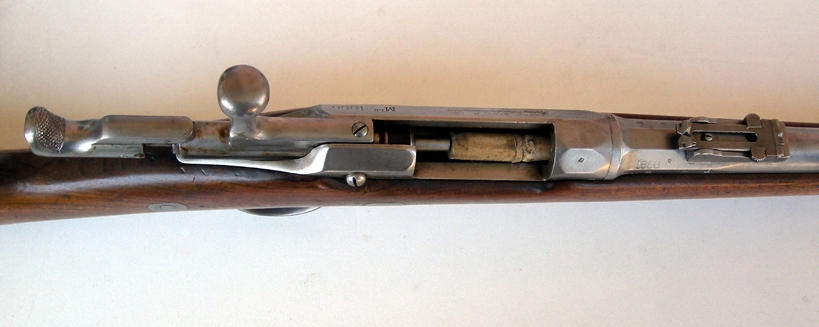
Chassepot, Verschluss mit zum Laden eingelegter Patrone

Die Konstruktion von Kammer und Schlösschen war richtungsweisend. Man findet diese Konstruktion (mit Varianten) sowohl am späteren deutschen Gewehr 88 und dem von ihm abgeleiteten Mannlichergewehren wie auch beim russischen Dreiliniengewehr. Der Lauf des späteren (preußischen) M71 war eine fast identische Kopie, nur mit entgegengesetzter Drallrichtung.

## Nachteile
In den 1860er-Jahren hatte sich Preußen noch entschieden, das Chassepot-Gewehr nicht zu kopieren, da es durch Verschmutzung leichter unbrauchbar wurde als das preußische Zündnadelgewehr. Insbesondere die in der Pulverkammer zurückbleibenden Reste der Papierpatrone und ihrer faktisch nicht brennbaren Seidenumhüllung bereiteten Schwierigkeiten und mussten nach wenigen Schüssen entfernt werden. Der Kautschukring machte die Waffe zwar gasdicht, wurde aber auch bald spröde, weswegen jeder Soldat drei Ersatz-Kautschukringe mit sich führte, um diese notfalls im Felde auszutauschen. Die Verriegelung mit dem Kammerstängel neigte im Winter zur Blockade (das Dreyse-Modell hatte dieses Problem nicht). Einige technische Mängel wurden bei einer Neukonstruktion 1874 behoben. Man übernahm dabei die Patrone aus Metall und formte den Mechanismus nach dem System des französischen Reiteroffiziers Gras um (Gras-Gewehr). Die feuchtigkeitsempfindliche und wenig formstabile Papierpatrone und ihre daraus resultierenden Mängel verschwanden somit.
Insgesamt bewahrheitete sich aber die Bewertung aus dem Jahr 1867 nicht, die da lautete: „Die französische Armee wird nach Durchführung der Neubewaffnung ihrer Infanterie in dieser Beziehung der preußischen ebenbürtig, aber nicht überlegen seyn.“

## Weiterentwicklung
Eine Bestandsaufnahme am 1. Juli 1870 ergab eine Anzahl von 1.037.555 Gewehren. Während des Deutsch-Französischen Krieges wurde eine enorme Anzahl an Chassepotgewehren erbeutet (665.327). Teils für Metallpatronen M 71, teils zu Karabinern umgerüstet, bildeten sie längere Zeit die Bewaffnung des deutschen Trains, kamen aber nie zum Einsatz. Gegen Ende des Krieges waren die französischen Fabriken in der Lage, 50.000 Chassepotgewehre pro Monat zu produzieren.
Hatte das preußische Zündnadelgewehr als Vorbild für das französische Chassepotgewehr gedient, so war nunmehr das Chassepotgewehr Vorbild zunächst für das modernisierte Zündnadelgewehr von Dreyse, denn dieses wurde ähnlich wie das Chassepotgewehr gasdicht gemacht („aptiert nach Beck“), dann auch für das deutsche Modell 71, das vom Chassepotgewehr die Konstruktion des Laufes mit dem Kaliber von 11 mm und vier Zügen sowie die Größe und Konstruktion des Patronenlagers übernahm. Auch das erste deutsche Repetiergewehr, das 1886 in Dienst gestellte G 71/84, hatte noch die Laufkonstruktion des Chassepot, wenn auch mit geringerer Zugtiefe.
1873 folgte noch ein Chassepotkarabiner, der aber bald durch die Entwicklung des Gras Modell 1874 und der dazu gefertigten Metallpatrone entsprechend umgebaut werden musste.
Als „aptierter Chassepot-Karabiner“ wurde in der preußischen Armee ein gekürztes und für die Patrone M/71 aptiertes Chassepot-Gewehr bezeichnet, dessen Kammerstängel gekrümmt wurde.
Obwohl es schon früh Vorschläge zum Umbau der Chassepotgewehre für Zentralfeuermetallpatronen gab, setzten sich diese nicht flächendeckend durch, sondern blieben – bis auf die preußischen Umbauten – marginale Erscheinung.

## Schussleistung
Heinrich von Löbell schrieb 1867: „Die Ladefähigkeit des Chassepot ist so bedeutend, daß ein gewöhnlicher Schütze in der Minute 8 Schuß, ein gut geübter 12 Schuß thun kann.“ (S. 64)
Zur Kampfentfernung und Eröffnung des Feuers schrieb Löbell: „… hat das Chassepotgewehr auch bedeutend größer bestrichene Räume als das Zündnadelgewehr. Dieselben betragen auf 400 Schritt gegen Infanterie bei Chassepot 180 Schritt, beim Zündnadelgewehr nur 115 Schritt und gegen Kavallerie beim Chassepot 469 Schritt, beim Zündnadelgewehr 449 Schritt und auf 800 Schritt gegen Infanterie bei Chassepot 59 Schritt, beim Zündnadelgewehr 49 Schritt und gegen Kavallerie bei Chassepot 90 Schritt und beim Zündnadelgewehr 74 Schritt.“ (S. 63/64)
Deutsch-Französischer Krieg: Löbells Feststellung über die Leistung des preußischen Zündnadelgewehrs mit „wenig rasant, seine Treffwahrscheinlichkeit ist von der der französischen Gewehre auf den kleineren Entfernungen wenig verschieden, wird aber von dieser auf den größeren Distanzen übertroffen“ (S. 57) bewahrheitete sich im Deutsch-Französischen Krieg auf furchtbare Weise: Die deutschen Truppen erlitten schwere Verluste beim Vorrücken gegen die Franzosen, die bereits auf 600 m das Feuer eröffneten (teils sogar schon bei 1200 m), während die Preußen meist erst auf 300 Schritt (225 m) mit dem Feuerangriff beginnen konnten. Bei Gravelotte verloren die Preußen im Vergleich zu Frankreich mehr als doppelt so viele Soldaten. Die Preußen mussten das gegnerische Feuer „unterlaufen“, das heißt möglichst viele Soldaten ins Feld führen, in der Hoffnung, ausreichend viele mochten bis zur Erstürmung der gegnerischen Stellungen den Beschuss überleben. Paul von Hindenburg erlebte dies als Leutnant und berichtete über die verheerende Wirkung des Chassepot-Gewehres.
Bei den ersten 100 Schuss rechnete man mit 10 % Versagern, beim weiteren Schießen bis zu 30 %.

## Die Patrone

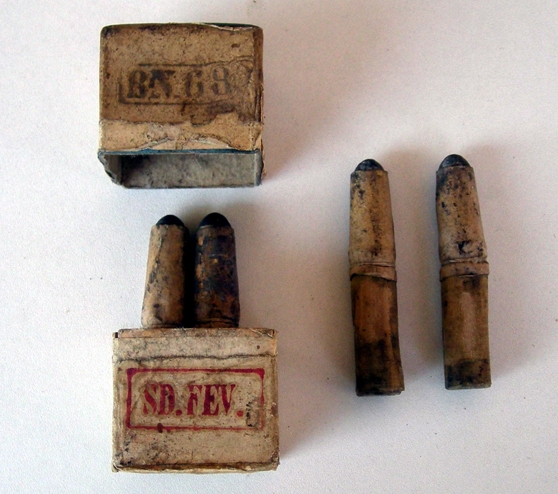
Chassepotpatronen, Verpackung für neun Schuss

Die Patrone wurde bei der Herstellung aus zwei Teilen zu einer Einheitspatrone zusammengesetzt. Der hintere Teil umfasste das Zündhütchen und die Pulverladung, der andere das Geschoss mit der Papierwicklung: „Die […] vorläufig aptierte Patrone desselben setzt sich aus zwei starken Papierhülsen zusammen, deren eine die (5,5 g betragende) Pulverladung, die andere aber das 24,5 g schwere, 25 mm lange und am Boden 11,7 mm starke Geschoss aufnimmt. Ein Schnürbund hält die beiden aneinander fest.“ Im Boden befand sich ein sechsflügeliges Zündhütchen, wie es auch bei Perkussionswaffen Verwendung gefunden hatte, so dass die Zündnadel nicht die gesamte Pulverladung durchstechen musste wie beim Dreyse-Gewehr und somit auch nicht so schnell ausglühen konnte. Die Anfangsgeschwindigkeit des Geschosses betrug 420 m/s und übertraf damit das preußische Langblei bei weitem.